# Koss Porta Pro

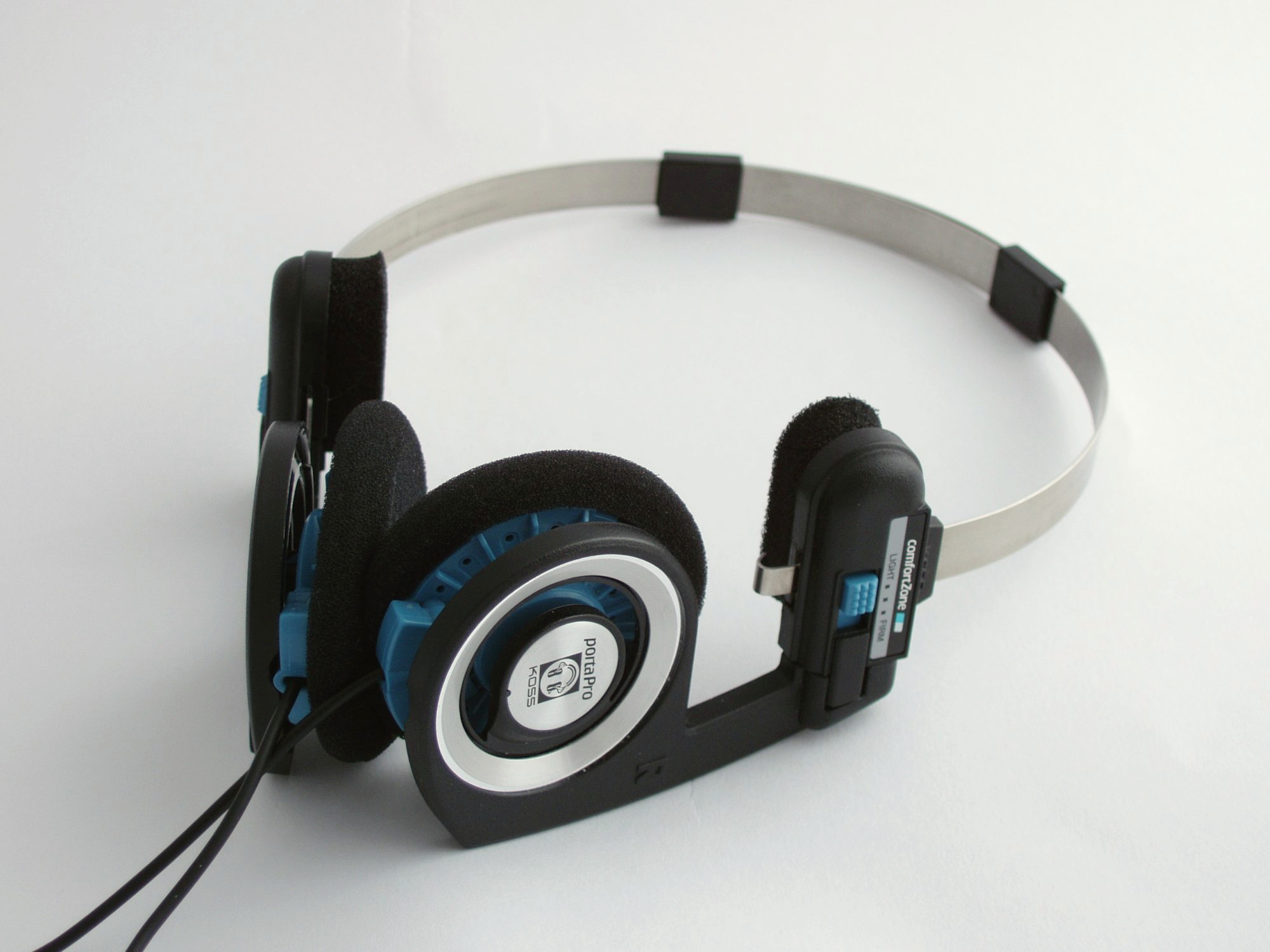
Koss Porta Pro

Koss Porta Pro är en portabel och hopfällbar stereohörlur som tillverkas och säljs av det amerikanska elektronikföretaget Koss. Designen är i stort sett oförändrad sedan modellen introducerades på marknaden 1984.